# Boson IV de Challant
Pour les articles homonymes, voir Boson (homonymie).
Boson IV de Challant († 1259) membre de la maison de Challant co vicomte d'Aoste et seigneur de Châtillon et de Cly fondateur de ces lignées.

## Origine
Boson IV de Challant est 3e fils survivant le fils de Boson III de Challant.

## Vicomte et seigneur
Boson IV exerce en indivision avec ses frères survivant Godefroi Ier de Challant et Aymon III de Challant († 1277), la fonction de vicomte d'Aoste après la mort de leur père. Il semble qu'à la majorité d'Aymon III vers 1246 un partage des domaines et des fonctions soit intervenu entre les trois frères. Aymon III exerce la charge de vicomte d'Aoste jusqu'à sa mort en 1277, Godefroi Ier reçoit le Château de Ville et celui de Saint-Martin et Boson IV se reconnait vassal du comte de Savoie le 12 janvier 1242 pour les seigneuries de Châtillon et de Cly cette dernière comprend Chambave, le hameau de Diémoz, Verrayes; Saint-Denis, Torgnon et toute la vallée du Marmore. Boson IV assiste à l'Audience générale des vassaux valdôtains de 1253 et meurt en 1259.

## Postérité
Boson IV d'une épouse inconnue laisse:
- Boniface de Challant († 1337) seigneur de Cly

dont les fils Pierre († 1385) et Godefroi seront dépossédés définitivement de la seigneurie par le comte   Amédée VI de Savoie.
- François seigneurs de Nernier dans le Chablais ;
- Pierre chanoine de la cathédrale d'Aoste cité en 1287 et 1303 ;
- Rodolphe cité en 1287 ;
- Jacquette épouse Amédée d'Oron seigneur de Bossonens et Attalens († 1301).

On attribue traditionnellement à Boson IV la paternité de :
- Godefroi de Challant († après 1295), cité en 1252 comme seigneur de Châtillon[3]  et fondateur de la première lignée des seigneurs de Challant-Châtillon éteinte après la mort de arrière petit-fils Boniface en 1350. Alessandro Barbero estime toutefois plus probable que ce Godefroi soit le fils d'un des deux frères  prédécédés de Boson IV cités en 1232: Humberto milite et Guidone [4].